# Harvey Milk
Harvey Bernard Milk (22/05/1930 – 27/11/1978) là một nhà chính trị người Mỹ, người đồng tính công khai đầu tiên được bầu vào cơ quan chính quyền ở California khi ông giành một ghế ở Ban Giám sát San Francisco. Ban đầu, ông chưa quan tâm chính trị và hoạt động vì quyền người đồng tính, ông chưa công khai thiên hướng tình dục của mình và không tham gia những vấn đề công dân cho đến tuổi 40, sau khi ông trải nghiệm cuộc Phản văn hóa thập niên 1960.
Milk chuyển từ Thành phố New York đến San Francisco vào 1972 trong một cuộc di cư của người đồng tính tới Quận Castro. Ông khai thác việc ảnh hưởng chính trị và kinh tế của khu vực này tăng lên để tăng cường niềm đam mê của mình. Sau đó ông ứng cử vào chính quyền 3 lần nhưng không thành công. Nhờ những chiến dịch, ông ngày càng nổi tiếng và giành một ghế ở Ban Giám sát vào 1977.
Milk làm việc gần 11 tháng ở đó và chịu trách nhiệm thông qua quy định về quyền người đồng tính. Vào 27/11/1978, Milk và thị trưởng George Moscone bị ám sát bởi Dan White, một giám sát viên đã từ chức nhưng muốn trở lại vị trí đó. Việc Milk thắng cử là do và là một yếu tố quan trọng trong thay đổi chính trị ở San Francisco.
Mặc dù có thời gian hoạt động chính trị ngắn, Milk trở thành một biểu tượng ở San Francisco và người "tử vì đạo" trong cộng đồng đồng tính. Năm 2002, Milk được gọi là "viên chức LGBT công khai nổi tiếng nhất và có ảnh hưởng lớn nhất từng thắng cử ở Hoa Kỳ". Anne Kronenberg, người quản lý chiến dịch cuối cùng của ông, viết về ông: "Thứ làm cho Harvey khác với tôi hay bạn chính là ông ấy là người biết tưởng tượng. Ông tưởng tượng một thế giới công bằng trong đầu mình và biến nó thành hiện thực, cho tất cả chúng ta." Milk được truy tặng Huy chương Tự do Tổng thống vào 2009.